# Воловик Микола Якимович
Микола Якимович Воловик (*4 вересня 1958 року, Харків) — український бард, автор кількох десятків пісень. Пише як на свої слова, так і на тексти відомих поетів, насамперед слобожанських, але не тільки. У доробку Миколи Воловика є пісні на вірші Леоніда Кисельова, Леоніда Талалая, Володимира Базилевського, Василя Борового, Анатолія Перерви, Віктора Бойка, Лариси Вировець, В'ячеслава Романовського, Володимира Верховня, Надія Гаврилюк, Олександра Бобошка та ін.
Дипломант фестивалю «Червона Рута».
Багатолітній учасник Харківського Українського Клубу «Апостроф», очолюваного Ларисою Вировець.